# Cultura Xinglongwa

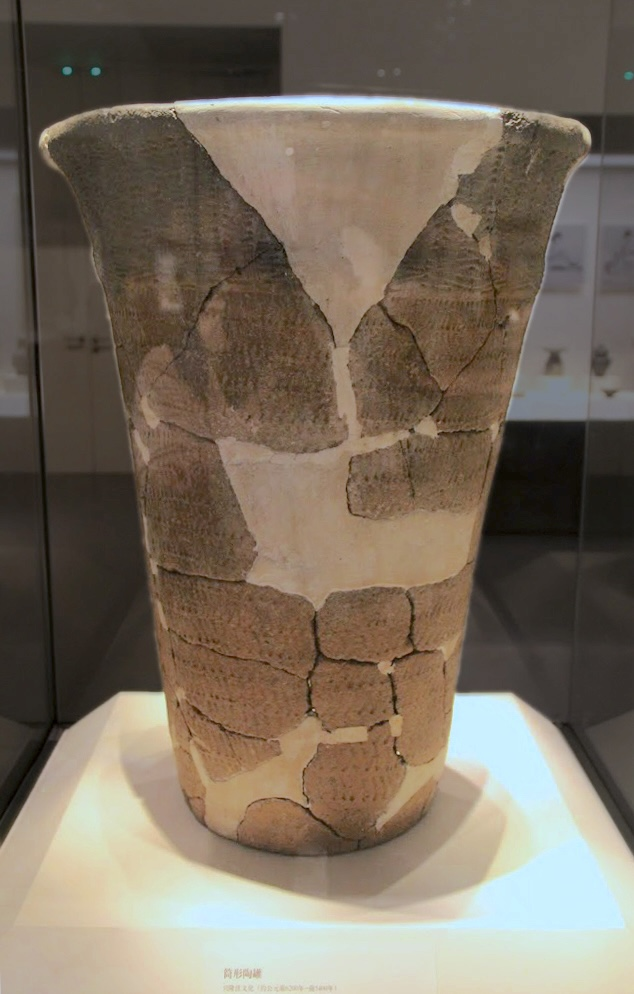
Jarra de cerámica neolítica, cultura Xinglongwa, Liaoning, 1990. Museo Nacional de China, Pekín

La cultura Xinglongwa (興隆洼文化) (6200 – 5400 a. C.) fue una cultura del periodo neolítico del noreste de China, encontrada principalmente alrededor de la frontera entre Mongolia Interior y Liaoning en la cuenca del río Liao. La cerámica era principalmente cilíndrica y se horneaba a bajas temperaturas.
La cultura Xinglongwa mostró varios signos de planificación comunitaria. En tres sitios, las casas se construyeron en hileras. Varios sitios también presentaban un gran edificio central. Además, varios sitios estaban rodeados de zanjas.
El type site en Xinglongwa está ubicado en el lado suroeste de una colina en Aohan Banner, Chifeng, Mongolia Interior ; el sitio lleva el nombre de un pueblo 1.3 km al sureste. Se descubrieron 120 casas-pozo en Xinglongwa. Cada casa tenía un hogar en el centro. Xinglongwa también contaba con un gran edificio en el centro del pueblo. Es el sitio descubierto más antiguo en China que estaba rodeado por un foso. Xinglongwa también presentaba una costumbre funeraria inusual, ya que algunos cuerpos eran enterrados directamente debajo de las casas. También se descubrieron objetos de jade. En la tumba más fastuosa fue enterrado un hombre con un par de cerdos, así como objetos de jade.
Según el estudio de 34 conjuntos de restos humanos de entierros internos de Xinglongwa, los individuos masculinos aparentemente predominan sobre los femeninos en una proporción de aproximadamente 2:1 (23 hombres frente a 11 mujeres). Dentro del grupo de hombres no se identificaron individuos mayores de 55 años, mientras que todas las mujeres pertenecen al grupo de edad media a avanzada (ninguna menor de 35 años). Los individuos más jóvenes examinados tenían entre 13 y 14 años, por lo que se sospecha que los niños antes de tener conciencia sexual madura podrían no haber sido enterrados en casas. De las muestras examinadas, la altura media de los varones estaba entre 163,8 cm y 168,8 cm, mientras que la altura media de las mujeres estaba entre 153,4 cm-159,9 cm. Según algunos artículos, los xinglongwa son quizás los ancestros lejanos de los actuales pueblos del noreste asiático que pertenecen a la familia lingüística propuesta "transeurasiática" (también conocida como altaica), pero esta visión también ha sido criticada.
El sitio recientemente descubierto en Xinglonggou es el único sitio de la cultura que muestra evidencia de algún tipo de agricultura, con evidencia de restos de mijo. Algunos de los artefactos de cerámica de peine más antiguos se encontraron en la cultura Xinglongwa. En un yacimiento de Xinglongwa también se encontró una flauta de hueso con cinco agujeros para los dedos.